# سكوت هندرسون (لاعب غولف)
سكوت هندرسون (بالإنجليزية: Scott Henderson)‏ هو لاعب غولف بريطاني، ولد في 10 سبتمبر 1969 في أبردين في المملكة المتحدة.

## وصلات خارجية
- سكوت هندرسون على موقع رابطة أوروبا للاعبي الغولف المحترفين (الإنجليزية)